# Championnat d'Espagne masculin de handball 2006-2007
Navigation
Liga ASOBAL 2005-2006 Liga ASOBAL 2007-2008
La saison 2006-2007 de la Liga ASOBAL est la 47e édition de la première division espagnole de handball.
Le BM Ciudad Real remporte son 2e titre dans la compétition et devance le Portland San Antonio de 4 points. Le FC Barcelone, pourtant tenant du titre, vainqueur de la Supercoupe d'Espagne et de la Coupe du Roi, ne termine que quatrième derrière le Caja España Ademar León.

## Classement final
|    | Équipe                  | Pts | J  | G  | N | P  | Bp  | Bc  | Diff |
| -- | ----------------------- | --- | -- | -- | - | -- | --- | --- | ---- |
| 1  | BM Ciudad Real (A)      | 57  | 30 | 28 | 1 | 1  | 988 | 797 | 191  |
| 2  | Portland San Antonio    | 53  | 30 | 25 | 3 | 2  | 931 | 772 | 159  |
| 3  | Caja España Ademar León | 49  | 30 | 23 | 3 | 4  | 937 | 819 | 118  |
| 4  | FC Barcelone (T, R, S)  | 46  | 30 | 22 | 2 | 6  | 966 | 845 | 121  |
| 5  | BM Valladolid           | 39  | 30 | 17 | 5 | 8  | 931 | 869 | 62   |
| 6  | CAI BM Aragón           | 34  | 30 | 17 | 0 | 13 | 907 | 891 | 16   |
| 7  | Fraikin Granollers      | 25  | 30 | 12 | 1 | 17 | 787 | 848 | -61  |
| 8  | JD Arrate               | 23  | 30 | 11 | 1 | 18 | 837 | 855 | -18  |
| 9  | Keymare Almería         | 22  | 30 | 8  | 6 | 16 | 778 | 840 | -62  |
| 10 | CBM Torrevieja          | 21  | 30 | 8  | 5 | 17 | 798 | 891 | -93  |
| 11 | Algeciras BM            | 20  | 30 | 8  | 4 | 18 | 842 | 876 | -34  |
| 12 | BM Altea                | 20  | 30 | 9  | 2 | 19 | 807 | 860 | -53  |
| 13 | BM Antequera            | 20  | 30 | 8  | 4 | 18 | 813 | 857 | -44  |
| 14 | Darien Logroño          | 18  | 30 | 7  | 4 | 19 | 781 | 865 | -84  |
| 15 | Teka Cantabria          | 17  | 30 | 7  | 3 | 20 | 822 | 923 | -101 |
| 16 | Bidasoa Irún            | 16  | 30 | 7  | 2 | 21 | 770 | 887 | -117 |

|     | Qualification pour la Ligue des champions        |
|     | Qualification pour la coupe des Coupes           |
|     | Qualification pour la coupe de l'EHF             |
|     | Relégation en Division 2                         |
|     | Le BM Altea est relégué pour causes financières. |
| (T) | Tenant du titre                                  |
| (R) | Vainqueur de la Coupe du Roi                     |
| (A) | Vainqueur de la Coupe ASOBAL                     |
| (S) | Vainqueur de la Supercoupe d'Espagne             |
| (P) | Promu de Division 2 en début de saison           |

## Statistiques et récompenses

### Meilleurs joueurs
Les meilleurs handballeurs de l'année, élus par les entraineurs la Liga ASOBAL, sont :
| Poste           | Joueur             | Équipe               |
| --------------- | ------------------ | -------------------- |
| Meilleur joueur | Ivano Balić        | Portland San Antonio |
| Gardien de but  | Arpad Šterbik      | BM Ciudad Real       |
| Ailier gauche   | Juanín García      | FC Barcelone         |
| Arrière gauche  | Alberto Entrerríos | BM Ciudad Real       |
| Pivot           | Rolando Uríos      | BM Ciudad Real       |
| Demi-centre     | Ivano Balić        | Portland San Antonio |
| Arrière droit   | Ólafur Stefánsson  | BM Ciudad Real       |
| Ailier droit    | Albert Rocas       | Portland San Antonio |
| Entraîneur      | Manolo Cadenas     | CB Ademar León       |

### Meilleurs buteurs
| Joueur            | Buts | Équipe               |
| ----------------- | ---- | -------------------- |
| Davor Čutura      | 221  | JD Arrate            |
| Eduardo Coelho    | 200  | Algeciras            |
| Håvard Tvedten    | 192  | Darien Logroño       |
| Alen Muratović    | 189  | BM Valladolid        |
| Eric Gull         | 181  | BM Valladolid        |
| Iker Romero       | 172  | FC Barcelone         |
| Juanín García     | 161  | FC Barcelone         |
| Renato Vugrinec   | 153  | Portland San Antonio |
| Cristian Malmagro | 147  | Fraikin Granollers   |
| Marko Krivokapić  | 140  | Fraikin Granollers   |